# Могилёвтрансмаш
Могилёвтрансмаш (Могилёвский завод транспортного машиностроения; бел. Магілёўтрансмаш, Магілёўскі завод транспартнага машынабудавання) — белорусское предприятие по выпуску полуприцепов, автомобильных кранов и специальных фургонов, расположенное в городе Могилёве. В настоящее время является филиалом Минского автомобильного завода.

## История
В 1975 году в Могилёве началось строительство завода сельскохозяйственного машиностроения «Могилёвсельмаш». В 1982 году завод был введён в эксплуатацию, первоначально подчинялся Министерству машиностроения для животноводства и кормопроизводства СССР. С 1991 года — в подчинении Госкомитета Республики Беларусь по промышленности и межотраслевым производствам, с 1994 года — в подчинении Министерства промышленности Республики Беларусь. 28 марта 1994 года переименован в Могилёвский завод транспортного машиностроения «Могилётрансмаш». 31 июля 2000 года преобразован в республиканское унитарное предприятие, 31 декабря 2003 года — в открытое акционерное общество. В 2003 году завод был передан в подчинение Минскому автомобильному заводу. В 2006 году ОАО «Могилёвтрансмаш» упразднено как самостоятельное юридическое лицо.

## Продукция
Первоначально завод занимался производством сельскохозяйственной техники: приспособлений для перевозки измельчённой зелёной массы, погрузчиков для трактора К-700. В 1991 году завод начал осваивать производство прицепной техники и автокранов «Машека». В 1991 году были изготовлены первые автомобильные полуприцепы, в 1993 году завод выпустил первые 15-тонные автокраны. В дальнейшем завод освоил производство контейнеровозов, рефрижераторов, панелевозов, полуприцепов с тентованным верхом, изотермических фургонов, прицепы-роспуски лесовозов, более мощных автокранов. В 2012 году «Могилёвтрансмаш» собрал партию микроавтобусов МАЗ-182. В 2017 году на незадействованных площадях завода была организована сборка автокранов на шасси МАЗ совместно с китайской компанией Zoomlion. В 2019 году «Могилёвтрансмаш» начал производство рубильно-дробильной машины на шасси МАЗ. В 2020 году завод выпустил первый мусоровоз на сжатом природном газе и мусоровоз мощностью 8,3 т отходов.

## Спорт
В 1988—1998 годах при заводе действовала собственная футбольная команда «Трансмаш» (в 1998 году объединена с основной могилёвской командой «Днепр» в «Днепр-Трансмаш»).